# Trichodere cockerelli
El mielero de Cockerell (Trichodere cockerelli) es una especie de ave paseriforme de la familia Meliphagidae. Es la única especie de su género y no se reconocen subespecies. Es endémico de Australia, encontrándose en la zona costera del norte de la península del Cabo York, donde es considerado como una especie moderadamente común.